# Pseudobagrus tenuis
Pseudobagrus tenuis is een straalvinnige vissensoort uit de familie van de stekelmeervallen (Bagridae). De wetenschappelijke naam van de soort is voor het eerst geldig gepubliceerd in 1873 door Albert Günther. De soort werd verzameld door de Britse consul en natuuronderzoeker Robert Swinhoe in de buurt van Shanghai.